# Natália Šubrtová
Natália Šubrtová (ur. 1 maja 1989 w Kieżmarku)  – słowacka narciarka alpejska, widząca przewodniczka i dziewięciokrotna mistrzyni paraolimpijska.
Jako widząca przewodniczka Henriety Farkašovej, zdobyła trzy złote medale na Zimowych Igrzyskach Paraolimpijskich 2010, w Whistler Creekside w slalomie kobiet, superkombinacji kobiet, supergigancie kobiet, niedowidząca i srebrny medal w zjazdach kobiet, w kategorii niewidomych. Na Mistrzostwach Świata w Narciarstwie Alpejskim 2011 Międzynarodowego Komitetu Paraolimpijskiego (IPC) w Sestriere, we Włoszech w styczniu 2011 r. zdobyła złoto z Henrietą Farkašová, którą przewodniczyła. Razem wygrały dodatkowo brązowy medal drużynowo.

## Medale Igrzysk Paraolimpijskich

### 2010
- – Narciarstwo alpejskie – supergigant kobiet – osoby niewidome
- – Narciarstwo alpejskie – slalom gigant kobiet – osoby niewidome
- – Narciarstwo alpejskie – superkombinacja kobiet – osoby niewidome
- – Narciarstwo alpejskie – zjazd kobiet – osoby niewidome

### 2014
- – Narciarstwo alpejskie – zjazd kobiet – osoby niewidome
- – Narciarstwo alpejskie – slalom gigant kobiet – osoby niewidome
- – Narciarstwo alpejskie – slalom kobiet – osoby niewidome

### 2018
- – Narciarstwo alpejskie – supergigant kobiet – osoby niewidome
- – Narciarstwo alpejskie – slalom gigant kobiet – osoby niewidome
- – Narciarstwo alpejskie – superkombinacja kobiet – osoby niewidome
- – Narciarstwo alpejskie – zjazd kobiet – osoby niewidome